# O Ser e o Nada
L'être et le néant: Essai d'ontologie phénoménologique (em português O ser e o nada: ensaio de ontologia fenomenológica) é um tratado filosófico de 1943 escrito por Jean-Paul Sartre que é tido como marco para o início do crescimento do existencialismo no século XX. 
Seu foco principal é definir a consciência como transcendente. Muito influenciado pelo Ser e tempo de Martin Heidegger ainda que Sartre fosse extremamente cético a qualquer medida através da qual a humanidade pudesse atingir um estado de completude comparável ao hipotético re-encontro heideggeriano com o Ser.